# رخت‌شوی‌خانه

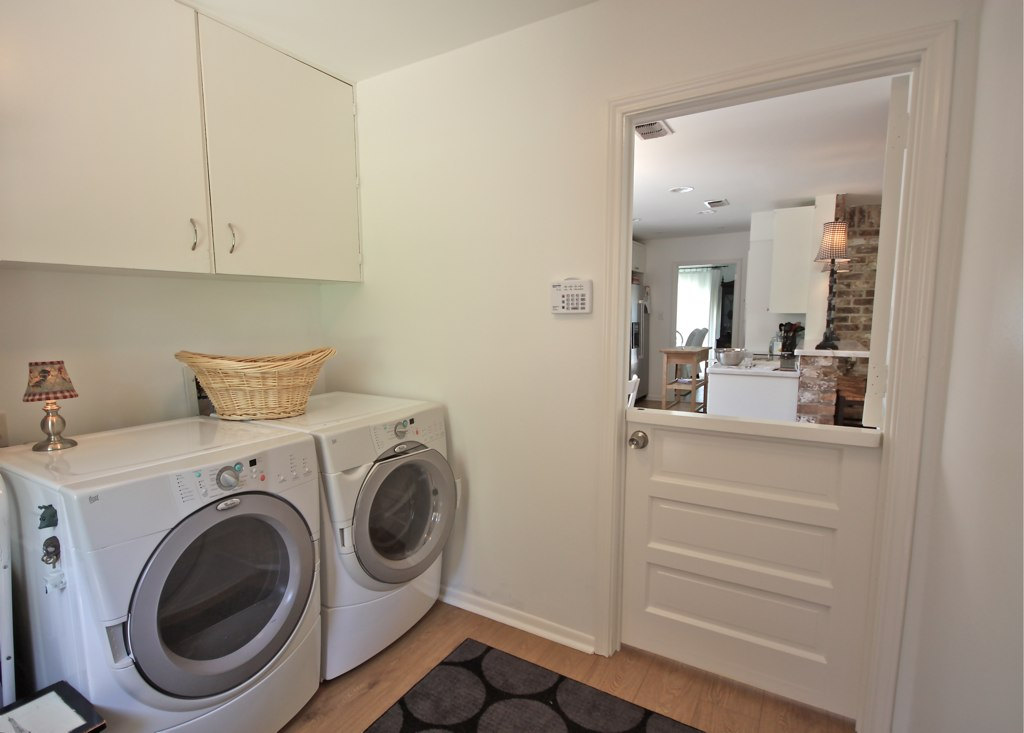
گازرگاه (رخت‌شوی‌خانه)

گازرگاه (رخت‌شوی‌خانه) به اتاقی گفته می‌شود که جهت شست‌وشوی لباس از آن استفاده می‌شود. در خانه‌های امروزی معمولاً این اتاق با وسایلی همچون ماشین لباس‌شویی و رخت‌خشک‌کن و یک دستشویی بزرگ جهت شستن دستها و لباسهایی مانند پلیور که نیاز به شست‌وشو با دست دارند پر شده‌است. این اتاق معمولاً در خانه‌هایی که قدیمی هستند در زیرزمین قرار گرفته‌است اما در بسیاری از خانه‌های امروزی می‌توان آن را  نزدیک به اتاق‌های خواب یافت. یکی دیگر از جاهای معمول برای این مکان نزدیک به گاراژ است.
رخت شوی خانه‌ها می‌توانند دارای کابینت و میزهایی جهت تا کردن لباس‌ها نیز باشند.
این محل نباید درون آشپزخانه قرار گیرد.
لاندری یا لندری یا لنژ یک بخش از هتل و بیمارستان و کارخانجاتی هست که به شستشوی البسه میپردازند که در واقع همین لاندری و رختشویخانه هست اما در مقیاس صنعتی که در آن ماشین لباسشویی صنعتی، آبگیر صنعتی ، خشکن صنعتی، پرس اتو صنعتی ، دیگ بخار و دستگاه های اتو مانکن و... استفاده میگردد و تجهیزاتی مانند ترولی برای حمل البسه در حجم بالا مورد استفاده قرار میگیرد. 
لاندری هتل ها و بیمارستان ها هرکدام قوانین قرار گیری در ساختمان و قوانین مربوط به محیط خود را دارند و با یک محیط خشکشویی کوچک بسیار متفاوت اند. 